# Abutilon pannosum
Abutilon pannosum is een plantensoort uit de kaasjeskruidfamilie (Malvaceae). Het is een meerjarige halfstruik die ongeveer 2 meter hoog kan worden. De struik is vanaf de basis houtachtig en sommige stengels kunnen ook houtachtig zijn. De fluweelachtige bladeren zijn hartvormig met een wollige onderkant.

## Ecologie
Abutilon pannosum komt voor in slibrijke en vaak zoute overstromingsvlakten, langs rivieroevers, vochtige depressies in acaciabossen en in duingebieden.

## Verspreiding
Het verspreidingsgebied van Abutilon pannosum strekt zich uit van de Kaapverdische Eilanden en Noord-Afrika tot op het Arabisch schiereiland en het Indisch subcontinent. Op Aldabra, Mauritius en Rodrigues is ze ingeburgerd.

## Toepassing
Van de eetbare zaden wordt een aftreksel gemaakt. De plant bevat slijmstoffen die gebruikt worden voor de behandeling van diarree, dysenterie en maagklachten. Verder wordt uit de stengel wordt een vezel gewonnen.